# Café Landelle

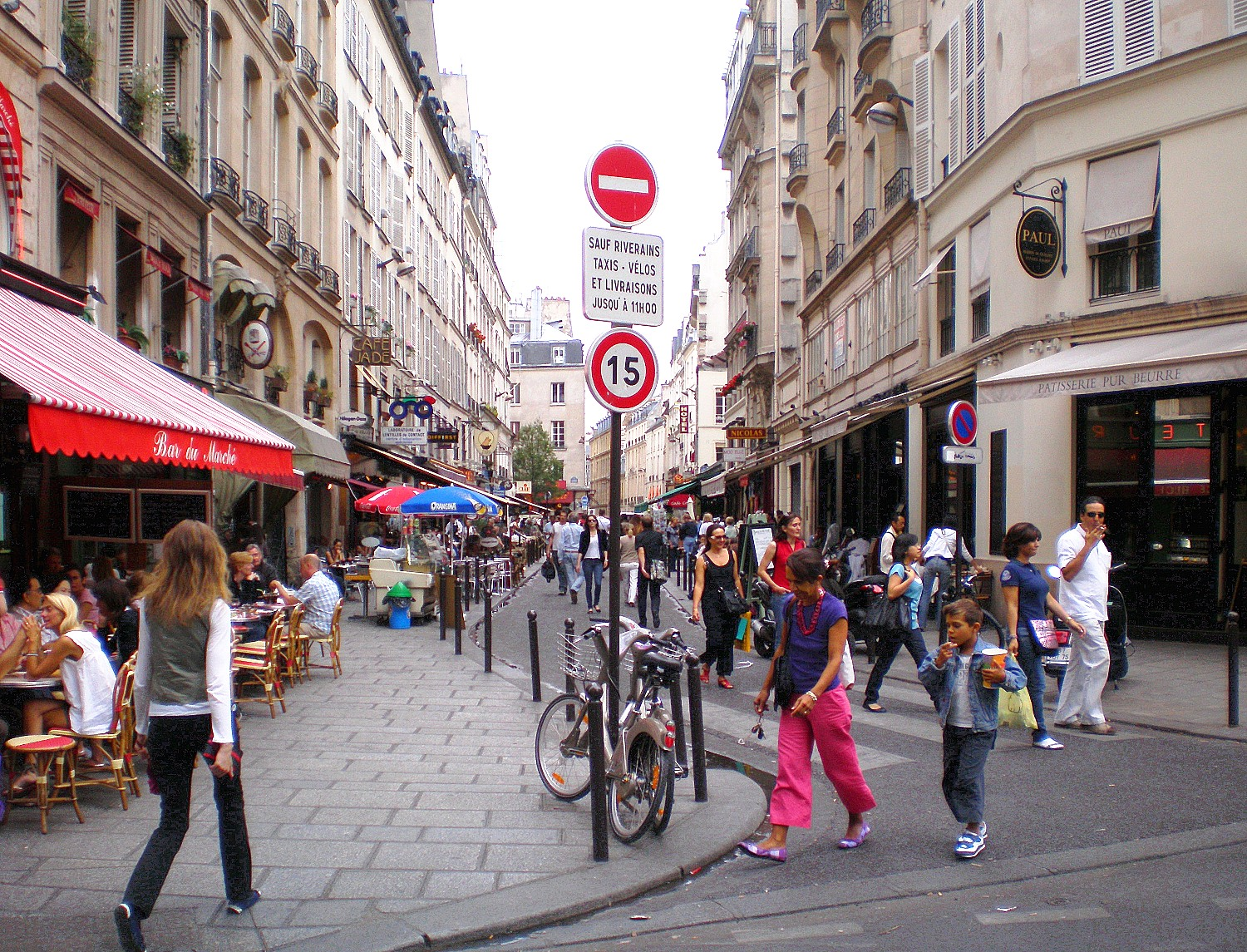
Einblick auf die zeitgenössische Rue de Buci, um das Jahr 2010

Das Café Landelle befand sich in der Nr. 12 Rue de Buci an der Ecke zur Rue Dauphine und war von Nicolas-Alexis Landelle gegründet worden. Es lag im Quartier Saint-Germain-des-Prés im 6. Arrondissement in Paris. Das Café Landelle wurde von Künstlern und der intellektuellen Elite im Paris des 18. Jahrhunderts frequentiert.

## Historie
Im Jahre 1729 traf sich der Dichterverein, die „Société du Caveau“  (Goguette) unter den Engagement von Panard Charles-François (1689–1765). Zusammen mit Alexis Piron, Charles Collé (1709–1783), Nicolas Gallet (1698–1757), Bernard-Joseph Saurin, Prosper Jolyot Crébillon im Café Landelle.

## Bekannte Gäste
- Denis Diderot
- Jean-Jacques Rousseau